# Gesnouinia
Gesnouinia é um género botânico pertencente à família Urticaceae.
1. ↑  «Gesnouinia — World Flora Online». www.worldfloraonline.org. Consultado em 19 de agosto de 2020